# Pedro Santana (politico)
Pedro Santana y Familias (Hinche, 29 giugno 1801 – Santo Domingo, 14 giugno 1864) è stato un politico dominicano.
È stato per tre volte Presidente della Repubblica Dominicana, in carica come primo Presidente in assoluto dal 1844 al 1848 e poi nuovamente dal 1853 al 1856 e dal 1858 al 1861.